# Elafitské ostrovy
Elafitské ostrovy nebo Elafity (chorvatsky Elafitski otoci) je souostroví v Jaderském moři, které patří Chorvatsku. Nachází se západně od města Dubrovník, má celkovou rozlohu 30 km² a žije na něm okolo 850 obyvatel, největším sídlem je Suđurađ. Nejdůležitějšími ostrovy jsou Lopud, Šipan a Koločep, dále jsou zde Daksa, Sveti Andrija, Ruda, Mišnjak, Jakljan, Kosmeč, Goleč, Crkvine, Tajan a Olipa, za součást souostroví je někdy považován i Lokrum. Nejvyšším bodem je Velji Vrh (243 m).
Ostrovy získaly název ve starověku podle toho, že zde tehdy žilo množství jelenů (ἔλαφος znamená řecky jelen). Jsou tvořeny převážně vápencem a kryty středomořskou stálezelenou vegetací, hnízdí zde mořští ptáci. Pěstuje se réva vinná a olivovník. Díky příležitostem ke koupání, šnorchlování a rybolovu jsou v létě hojně navštěvovány turisty, z Dubrovníka sem jezdí trajekt společnosti Jadrolinija. Nachází se zde také řada architektonických památek, jako je zřícenina františkánského kláštera na ostrově Daksa.